# Old Pop in an Oak
Old Pop in an Oak ist ein Lied der schwedischen Country-Dance-Band Rednex aus dem Jahre 1994. Die zweite Singleauskopplung ihres Debütalbums Sex & Violins wurde von Pat Reiniz geschrieben und produziert.

## Musik und Text
Old Pop in an Oak vermischt Elemente der Country-Musik mit den stampfenden Beats des damals modernen Dance-Genres. Ein dominantes, einprägsames Fidel-Motiv, welches immer wieder nach dem Refrain gespielt wird, gibt den Ton an. Mary Joe singt in den Strophen, während der Refrain von Göran Danielsson vorgetragen wird. Vor der zweiten Strophe folgt ein Banjo-Solo, nach dem dritten Refrain eine Bridge, in der eine Maultrommel zu hören ist, während eine männliche Stimme den Namen der Band wiederholt. Unmittelbar nach ihr beginnt ein Fidelsolo, welches sich vom Hauptmotiv unterscheidet. Charakteristisch für das Lied sind auch cartoonhafte Soundeffekte und Zwischenrufe, die mit dem wilden Westen in Verbindung gebracht werden, etwa Peitschen oder Kuhgeräusche, sowie der Ausruf “Yeehaw!”.
Inhaltlich handelt es sich bei Old Pop in an Oak um einen der absurdesten und humoristischsten Songs der Band. In der ersten Strophe beschreibt die Sängerin, wie sie sich beim grotesken Anblick ihres Vaters, der in einer Eiche sitzt, an einem Snus verschluckt. In der zweiten Strophe erfahren wir den Grund, weshalb der Patriarch in den Baum flüchtete: er versteckt sich vor seiner Frau, nachdem er versuchte, ihr Haustier, ein Stinktier namens Garth, zu grillen.

## Musikvideo
Das Musikvideo zu Old Pop in an Oak ist geprägt von wilden, an Squaredance erinnernden Tanzbewegungen und einer klischeehaft westernartigen Kulisse. Die zum Setting passend kostümierten Akteure fallen dabei durch unsauberes, schmuddeliges Auftreten auf. Rednex stehen teilweise in einem zunächst groß erscheinenden Vogelkäfig und tanzen oder schaukeln. Erst im Laufe des Videos wird durch die Relation zum Hintergrund deutlich, dass die Musiker tatsächlich winzig klein sind. Die Bandmitglieder befinden sich oft vor einer mit auffälligen Kakteen bestückten Wüstenlandschaft und tanzen abwechselnd unmittelbar vor der Kamera. Später erscheint ein Auto voller Frauen, die zusammen mit der Band tanzen. Der besungene Vater ist Pfeife rauchend in einem Baum zu sehen, auf dem auch der Käfig eines mehrmals im Close Up eingeblendeten Papageis hängt. Gegen Ende versuchen die Bandmitglieder, nun wieder normal groß, den Baum mit einer Säge zu fällen.

## Erfolg

### Charts und Chartplatzierungen
Old Pop in an Oak war in mehreren europäischen Ländern ein großer kommerzieller Erfolg. In Österreich, Schweden und Norwegen erreichte der Song die Spitzenposition der Charts, in Deutschland und der Schweiz landete er jeweils auf Platz zwei. Besonders erfolgreich war das Lied in Österreich, wo es zehn Wochen auf Platz eins verharren konnte und nach der Nachfolgesingle Wish You Were Here der zweiterfolgreichste Titel des Jahres 1995 war. In Österreich und Deutschland erhielt der Song Platin, in der Schweiz wurde er mit Gold ausgezeichnet.
| ChartsChartplatzierungen     | Höchstplatzierung | Wochen |
| ---------------------------- | ----------------- | ------ |
| Deutschland (GfK)            | 2 (20 Wo.)        | 20     |
| Österreich (Ö3)              | 1 (18 Wo.)        | 18     |
| Schweiz (IFPI)               | 2 (24 Wo.)        | 24     |
| Schweden (GLF)               | 1 (16 Wo.)        | 16     |
| Vereinigtes Königreich (OCC) | 12 (3 Wo.)        | 3      |